# Robert Lewandowski
Robert Lewandowski, poljski nogometaš, * 21. avgust 1988, Varšava.
Lewandowski je poljski reprezentant in bivši igralec nemškega prvoligaša FC Bayern München. V kvalifikacijah za Euro 2016 v Franciji je bil s 13 zadetki najboljši strelec kvalifikacij. Na tekmi proti Wolfsburgu je zabil 5 golov v 9 minutah, s čimer je podrl več rekordov: najhitrejši 4 zadetki, najhitrejših 5 zadetkov in največ golov po vstopu iz menjave v Bundesligi.
Leta 2021 je tudi zmagal svojo edino zlato žogo, blizu je bil, da bi jo zmagal 2020, a je bila podelitev odpovedana zaradi pandemije Covid-19.
15. julija 2022 je iz FC Bayerna prestopil v FC Barcelona.